# Bhogaon
Bhogaon es un pueblo y nagar Panchayat situado en el distrito de Mainpuri en el estado de Uttar Pradesh (India). Su población es de 30874 habitantes (2011). 

## Demografía
Según el censo de 2011 la población de Bhogaon era de 30874 habitantes, de los cuales 16290 eran hombres y 14584 eran mujeres. Bhogaon tiene una tasa media de alfabetización del 69,71%, superior a la media estatal del 67,68%: la alfabetización masculina es del 75,86%, y la alfabetización femenina del 62,86%.